# Presură cu piept auriu
Presura cu piept auriu (Emberiza flaviventris) este o specie de pasăre din familia Emberizidae. Se întâlnește în pădurile deschise uscate și în savanele umede din Africa la sud de Sahara, dar este absentă din centura forestieră ecuatorială.